# (9793) Torvalds
(9793) Torvalds (1996 BW4) – planetoida z pasa głównego asteroid okrążająca Słońce w ciągu 3,39 lat w średniej odległości 2,25 j.a. Odkryta 16 stycznia 1996 roku.
Nazwa została nadana na cześć Linusa Torvaldsa, fińskiego informatyka, twórcy jądra Linux.